# تيم كونبوي
تيم كونبوي (بالإنجليزية: Tim Conboy)‏ هو لاعب هوكي الجليد أمريكي، ولد في 22 مارس 1982 في فارمينغتون في الولايات المتحدة.

## وصلات خارجية
- تيم كونبوي على موقع دوري الهوكي الوطني (الإنجليزية)
- تيم كونبوي على موقع EliteProspects.com (الإنجليزية)
- تيم كونبوي على موقع HockeyDB.com (الإنجليزية)
- تيم كونبوي على موقع Hockey-Reference.com (الإنجليزية)